# Александър Баландин
Алекса́ндър Никола́евич Бала́ндин е бивш руски космонавт, Герой на Съветския съюз. Извършил е един продължителен (179 денонощия) полет със „Союз ТМ-9“ и орбиталната станция „Мир“.

## Биография
През 1970 г. завършва средно училище в родния си град, а през 1976 МВТУ, специалност „Динамика и управление на полета“. Работи като инженер в НПО „Енергия“.
На 8 декември 1978 г. е зачислен в отряда на космонавтите (Групата на граждански специалисти на НПО „Енергия“). Готви се за полети на кораба за многократно използване „Буран“ (1979 – 1984), корабите „Союз-ТМ“ и орбиталната станция „Мир“. През септември 1989 г. е назначен за бординженер в дублиращия екипаж на „Союз ТМ-8“. На 5 септември 1989 г. Союз ТМ-8 излита с основния екипаж (Александър Серебров и Александър Викторенко).

### Союз ТМ-9
На 11 февруари 1990 г. командирът на кораба „Союз ТМ-9“ Анатолий Соловьов и бординженерът А. Баландин излитат в космоса за изпълнение на шестата по ред продължителна експедиция на станцията „Мир“, за смяна на Серебров и Викторенко.
Сред задачите на експедицията е и монтажът и пускането в експлоатация на „Кристал“ – новият модул на ОС „Мир“.
След скачването на „Союз ТМ-9“ с „Мир“ (13 февруари) Соловьов и Баландин откриват сериозни повреди по термоизолацията на спускаемия апарат на „Союз“. Евентуални нарушения на топлинния режим на станцията, освен дискомфорт за екипажа, могат да доведат до нежелателна кондензация на влагата по приборите и отказ на електрооборудването. Състоянието на изолацията на „Союз ТМ-9“ е оценено като задоволително за завръщане и на 19 февруари Серебров и Викторенко напускат „Мир“ със „Союз ТМ-8“, и благополучно се връщат на Земята.
На 3 март със станцията е скачен товарният Прогрес М-3; замяната и монтажът на доставеното оборудване заема целия март. На 7 май към станцията е скачен Прогрес-42 — 43-ти по ред и последен в серията; на борда му се намира и ремонтният комплект за повредения „Союз“. Необходимостта да се изпрати „Прогрес“ от старата серия възниква заради излизането от строя на новия бордкомпютър, заради който на свой ред е отложен стартът на „Кристал“. След въвеждането на новите системи на „Мир“ „Кристал“ излита в космоса на 31 май. Първият опит за скачване (6 юни) е неспешен; с втория опит на 10 юни „Кристал“ се скачва с ОС „Мир“, а на 11 юни е преместен на противоположния на „Квант-2“ скачващ възел, за да уравновеси конфигурацията на станцията.
Преди завръщенето на Земята екипажът се заема с ремонта на термоизолацията на „Союз“ и шлюза на „Квант-2“. Нито Баландин, нито Соловьов са се готвили специално за ремонтни излизания в открития космос. На 17 юли 1990 г. Баландин и Соловьов извършват първо излизане в космоса, което продължава 7 часа и 16 минути – при щатен ресурс на скафандъра не повече от 6,5 часа. Второто излизане е с продължителност 3 часа и 31 минути. Общият му престой в открития космос е 10 часа 47 минути.
На 3 август на станцията пристига смяната — Генадий Манаков и Генадий Стрекалов. На 9 август, след 179 денонощия в космоса, Баландин и Соловьов благополучно се приземяват на 70 км от Аркалик.
С Указ на Президиума на Върховния Съвет на СССР от 11 август 1990 г. за успешно изпълнение на програмата на полета и проявени при това мъжество и героизъм на Баландин е присвоено званието „Герой на Съветския съюз“.
На 26 юни 1992 г. е отстранен от подготовка за полети, напуска отряда на космонавтите на 17 октомври 1994 г.
Има дъщеря и син (родени съответно 1984 и 1990).

## Награди
- Герой на Съветския съюз (Указ на Президиума на Върховния Съвет на СССР от 1990 г.)
- Орден „Ленин“
- Орден „Бернардо О'Хигинс“ (La Orden de Bernardo O’Higgins), Чили, 2006